# María Conesa
María Conesa, conocida también como "La Gatita Blanca" (Vinaroz, Castellón, 12 de diciembre de 1892-Ciudad de México, 4 de septiembre de 1978) fue una tiple cómica, actriz y vedette mexicana de origen español. Desarrolló su carrera principalmente en el teatro de revista, cine y la televisión en México.

## Biografía
Su nombre de nacimiento era Dorotea Conesa Redó y tuvo como hermano al actor Manuel París (Manuel Conesa Redó). Inició su carrera en el grupo “Aurora infantil” junto a su hermana Teresita Conesa, ambas destacaron en los escenarios muy tempranamente. Fue tal su éxito que la “Zarina”, figura principal del teatro donde trabajaban, envidiosa de las niñas, ordenó a su hermano que las asesinara. En el acto pereció Teresita. María logró salvarse. Superada la tragedia, el padre de María no cesó hasta convertir en estrella a su talentosa hija.
Llegó a México en 1901 con una compañía de niños actores que interpretaban las zarzuelas más en boga, debutando en el Teatro Principal y haciendo un pequeño papel en La verbena de la Paloma. El 1 de noviembre de 1907 se presentó en el Teatro Albisu de La Habana (Cuba), con La gatita blanca, consiguiendo un éxito arrollador. Este mote lo mantendría de por vida. Sus mayores prendas no radicaban en sus facultades vocales sino en la picardía de sus actuaciones, en esos bailes acompañados de letras sugerentes que alimentaban el hambre sexual reprimida en las butacas: los cuplés con doble y hasta tercer sentido hicieron que los tandófilos la adoraran.
Retorna a México en noviembre de 1907, ya consagrada como primerísima tiple cómica por los públicos de Barcelona y de La Habana, presentándose de nuevo en el Principal con su máxima creación: La gatita blanca. También se la conoció como "la madrecita de los españoles" por su generosidad con los compatriotas indigentes. Otros de sus grandes éxitos fueron La alegre trompetería y las musas latinas. Su popularidad fue tan grande que incluso se creó un partido político con su nombre: el PCE (Partido Estudiantil Conesista), que la defendía de los ataques de una parte del público y la prensa. En 1909 debutó en el Teatro Colón, convirtiéndose en su máxima figura, con un espectáculo de variedades menos atrevido que el que había ofrecido en el Teatro Principal, con el que provocó algunos escándalos y severas críticas en la prensa.
Los acontecimientos políticos y el clima de agitación social en México le hicieron regresar a España en 1912, pero ya era toda una institución en ese país, y regresó ese mismo año, reapareciendo en el Colón en 1914, con la gran expectación por parte de crítica y público. Reapareció con la obra La niña de los besos, aunque el mayor éxito lo obtuvo en esa temporada con La Bella Lucerito, de los hermanos Álvarez Quintero, con música de Arturo Saco del Valle, en la que había de repetir una y otra vez el número bailable.
En plena efervescencia revolucionaria, María siguió dando funciones, ella lo había dicho: “A mí las balas me respetan”. Los combatientes asistían carabina en mano a verla. Afuera del teatro detonaban los disparos; adentro los aplausos. De 1915 a 1923 “La Conesa” actuó en los teatros más importantes de la capital e hizo gira por el interior de la república. Conocida como “la tiple de la revolución”, Pancho Villa se prendó de ella cuando como parte del número Las percheleras, María le cortó un botón de la camisa, por lo que amenazó con raptarla, “La Gatita Blanca” no cedió y finalmente se le escabulló al revolucionario. También impresionó a Emiliano Zapata, quien le haría un regalo e incluso el Caudillo del Sur coquetearía con ella en una de sus presentaciones. Más adelante, junto con Esperanza Iris y Prudencia Griffel, formó el espectáculo de Las Tres Gracias. María también brindo impulso a las carreras de otras celebradas tiples, tales como Celia Montalván, Lupe Rivas Cacho, Aurora Walker, Mimí Derba y Lupe Vélez.
María Conesa se casó con Manuel Sanz, joven descendiente de una familia de abolengo capitalino, de quien muy joven y para escándalo de la época se embarazó y había parido estando soltera. Sanz acabó siendo para todos, “El Sr. Conesa”, quien harto de la farándula y los asedios amorosos de los admiradores de su mujer, se divorció de ella. “La Gatita Blanca” fue amiga personal de varios presidentes mexicanos: Porfirio Díaz, Francisco I. Madero, Plutarco Elías Calles, Pascual Ortiz Rubio, Venustiano Carranza, Manuel Ávila Camacho, Adolfo Ruiz Cortines etcétera. La mayoría la había admirado desde el teatro, dicen que esto le significó una discreta influencia en el poder político. Aunque en una entrevista ella confesó: “Ni con Villa, ni con Zapata, ni con Calles, ni siquiera con Maximino Ávila Camacho con ninguno de ellos me hubiera casado.” El músico Agustín Lara quedó tan impresionado al conocerla que le compuso dos temas: el chotis “La guapa” y “Monísima Mujer”. Una corte de galanes rodeaba a la tiple valenciana.
También llegó a convertirse en empresaria del Teatro Virginia Fábregas, donde siguió con el repertorio español, pero estrenando también nuevas obras mexicanas. Triunfó en todas las manifestaciones artísticas en las que participó, gracias a su arrollador temperamento artístico, su hermosura y sus ricos y distinguidos atavíos. La devoción de sus admiradores no libró a María Conesa del escándalo, se le acusó de tener no solo relaciones con las altas esferas sino tratos con los bajos mundos. Los nexos de Conesa con “La Banda del Automóvil Gris” eran chismes de dominio público. Corrían rumores de que “La Gatita Blanca” era amante de Juan Mérigo, líder de la banda, quien robaba joyas en casas de adinerados y complacía con ellas los gustos de María acostumbrada a las alhajas y a los lujos.
En 1924, en viaje de turismo a España, el empresario José Campúa la invitó a debutar en el Madrid Cinema y posteriormente en el Teatro Maravillas, abonando mil pesetas diarias. Regresó a México ese mismo año para participar en una temporada de zarzuela, pero su vuelta no respondió a la expectación del público ya que el género frívolo estaba en clara decadencia.
Cultivó no solo la zarzuela y la opereta, sino también fue de las principales impulsoras de la revista musical mexicana, que tanto auge tuvo en la primera mitad del siglo XX. Actuó en drama y comedia, se presentó en radio, televisión, centros nocturnos y filmó varias películas, tanto en México como en Nueva York. Ya en el extranjero, “La Conesa” aprovechó para acudir al llamado de Hollywood, cuya industria estaba interesada en ella, hizo algunas pruebas y acabó rechazando la oferta. En 1930 regresó a México, superado el problema legal que la había orillado a abandonar el país.
María era muy conocida y respetada en el espectáculo mexicano entre sus amistades se contaban: Dolores del Río, Lupe Vélez, Arturo de Córdova, Cantinflas, María Félix, María Elena Marqués, etcétera. Temas como “Pompas ricas”, “Mi querido Capitán”, “El castigador”, “El morrongo”, “Los polichinelas”, entre otros, fueron popularizados gracias a la primerísima tiple valenciana por la que pasaban los años pero no el éxito.
Con el declive del teatro frívolo, María aceptó realizar algunas incursiones en el cine en los años 1940 y 1950, e incluso realizó una telenovela en los años 1960.
En agosto de 1978, interpretó en una compañía de zarzuela, en el Teatro de la Ciudad, el papel de la "Tía Antonia" de La verbena de la Paloma. Nadie podía imaginar que en aquella función se despedía de su público, precisamente interpretando la misma obra con que se presentó en México. Unos días después, en el Casino Español, era nombrada "María de México y España". El 4 de septiembre todos los diarios destacaban en grandes titulares que "la eterna María Conesa había desaparecido para siempre".

## Filmografía
| Año  | Título                                 | Personaje                      | Dirección                   |
| ---- | -------------------------------------- | ------------------------------ | --------------------------- |
| 1917 | El pobre Valbuena (cortometraje)       | Paca                           | Manuel Noriega              |
| 1922 | Payasos Nacionales                     | Vedette en el circo            | Germán Camus                |
| 1938 | Refugiados en Madrid                   | Pastora del Real               | Alejandro Galindo           |
| 1940 | Madre a la fuerza                      | Carmen                         | Robert Quigley              |
| 1949 | Una mujer con pasado (La Venus Azteca) | Florita                        | Raphael J. Sevilla          |
| 1949 | La rebelión de los fantasmas           | Doña Constanza (Mamá Graciela) | Adolfo Fernández Bustamante |
| 1949 | Hijos de la mala vida                  |                                | Rafael E. Portas            |
| 1950 | Entre tu amor y el cielo               | Señora Rojas                   | Emilio Gómez Muriel         |

## Telenovelas
- Las Abuelas (1965)